# 3066 Макфаден
3066 Макфаден (енгл. 3066 McFadden) је астероид главног астероидног појаса са средњом удаљеношћу од Сунца која износи 2,525 астрономских јединица (АЈ).
Апсолутна магнитуда астероида је 11,2.